# بوتونگا
بوتونگا (به صربی: Botunja) یک منطقهٔ مسکونی در صربستان است که در بروس واقع شده‌است. بوتونگا ۳۷۳ نفر جمعیت دارد.